# Cantonul Danjoutin
Cantonul Danjoutin este un canton din arondismentul Belfort, departamentul Territoire de Belfort (90), regiunea Franche-Comté, Franța.

## Comune
- Andelnans
- Autrechêne
- Charmois
- Chèvremont
- Danjoutin (reședință)
- Fontenelle
- Meroux
- Moval
- Novillard
- Pérouse
- Sevenans
- Vézelois